# Antoine Dignef
Antoine Dignef (Velm, 3 ottobre 1910 – Sint-Truiden, 9 aprile 1991) è stato un ciclista su strada belga.
Professionista dal 1932 al 1942, vinse due tappe alla Vuelta a España.

## Carriera
Forte scalatore, Dignef cominciò a praticare ciclismo nel 1929 e passò professionista nel 1932, correndo individualmente. Al suo primo anno da professionista si fece notare vincendo tre tappe della Vuelta a Catalunya, che chiuse al quarto posto in classifica generale. Nella stagione successiva cominciò a correre per la prima volta con una squadra. Vinse un'altra tappa della Vuelta a Catalunya piazzandosi terzo nella generale. Partecipò al Giro d'Italia, nel quale fu costretto al ritiro, e al Tour de France, che concluse in ventiseiesima posizione.
Dopo essersi piazzato al secondo posto nel Giro del Belgio del 1934, Dignef nel 1935 partecipò alla Parigi-Nizza dove si classificò secondo vincendo una tappa. Fu ventesimo al Tour de France e partecipò alla prima edizione della Vuelta a España, della quale vinse la prima tappa in assoluto. Fu perciò il primo ciclista nella storia a indossare la maglia di leader della corsa spagnola, che mantenne un solo giorno per poi perderla in favore di Antonio Escuriet. Terminò al terzo posto nella generale dopo aver vinto anche la quarta tappa.
Nel 1936 si classificò sesto al Tour de Suisse. In quel periodo cominciò però a diffondersi nel ciclismo l'uso del deragliatore, che permetteva ai ciclisti di pedalare anche in salita con minor fatica. Dignef non poté più sfruttare le sue naturali capacità di scalatore per imporsi sugli avversari e per lui cominciò un lento declino. Riuscì tuttavia a imporsi al Grote Scheldeprijs nel 1938 e in una tappa del Giro del Belgio nel 1939, oltre che in qualche corsa minore.
Dopo il suo ritiro avvenuto nel 1942 aprì un bar nella sua città natale, Velm. Morì nel 1991.

## Palmarès
- 1932

2ª tappa Volta Ciclista a Catalunya
3ª tappa Volta Ciclista a Catalunya
7ª tappa Volta Ciclista a Catalunya
- 1933

7ª tappa Volta Ciclista a Catalunya
- 1935

1ª tappa Vuelta a España (Madrid > Valladolid)
4ª tappa Vuelta a España (Bilbao > San Sebastián)
2ª tappa Parigi-Nizza (Digione > Saint-Étienne)
- 1936

Grand Prix de la Famenne
- 1938

Grote Scheldeprijs
Scheldeprijs Vlaanderen
Stadsprijs Geraardsbergen
- 1939

3ª tappa Giro del Belgio (Namur > Lussemburgo)
3ª tappa Circuit Mont Ventoux

### Altri successi
- 1935

Kermesse di Lanklar
- 1936

Circuito di Beauraing
Circuito di Tournai
Circuito di Ans
Circuito di Spa
- 1937

Grand Prix Condroz
Circuito di Spa
- 1939

Kermesse di Jodoigne

## Piazzamenti

### Grandi giri
- Giro d'Italia

1933: ritirato
- Tour de France

1933: 26º
1935: 20º
- Vuelta a España

1935: 3º

### Classiche
- Liegi-Bastogne-Liegi

1933: 16º
1934: 9º
1937: 42º
1939: 24º